# Camera Image File Format
In fotografia digitale il Camera Image File Format (CIFF) è un formato di file immagine RAW progettato da Canon e utilizzato anche come contenitore per memorizzare metadati in APPO o immagini JPEG. Le specifiche sono state rese disponibili il 12 febbraio 1997.
L'ultima revisione di questo standard è la 4 del 24 dicembre 1997. Il formato CRW (Canon Raw) scritto in CIFF non è stato più utilizzato da Canon essendo stato sostituito dal CR2 basato sul formato immagine TIFF.

## Fotocamere digitali
Il formato CRW era supportato nelle primissime fotocamere digitali Canon:
- Canon EOS D30
- Canon EOS D60
- Canon EOS 10D
- Canon EOS 300D
- Canon Powershot Pro1
- Canon Powershot G1-G6
- Canon Powershot S30-S70

## Software che supportano il CRW
Oltre ai software Canon  ZoomBrowser. e  Digital Photo Professional, diversi altri software hanno il supporto per leggere, e qualche volta scrivere, i file CRW come:: 
- Adobe Photoshop
- Aperture
- AZImage. basato su LibRAW Lite
- ExifTool
- Adobe Lightroom
- Picasa
- Dcraw
- Jrawio, su jrawio.tidalwave.it. URL consultato il 19 febbraio 2019 (archiviato dall'url originale il 24 maggio 2015).
- LibRAW. basato sulle librerie Dcraw
- RawTherapee
- Corel® PaintShop® Pro X7
- darktable